# Methia flavicornis
Methia flavicornis är en skalbaggsart som beskrevs av Thomas Casey 1924. Methia flavicornis ingår i släktet Methia och familjen långhorningar. Inga underarter finns listade i Catalogue of Life.